# Donald Sutherland
Donald Sutherland (n. 17 iulie 1935, Saint John⁠(d), New Brunswick, Canada – d. 20 iunie 2024, Miami, Florida, SUA) a fost un actor canadian.

## Biografie
Cariera lui a început în anii '50, atunci când a cunoscut un succes răsunător. Cele mai multe roluri notabile au fost cele din filme de acțiune, de război, precum The Dirty Dozen, în 1967, MASH, Kelly's Heroes în 1970, Invasion of the Body Snatchers sau Ordinary People. A jucat în 1971rolul principal masculin în Klute, alături de Jane Fonda, care a făcut aici unul din rolurile care i-au adus consacrarea, cucerind un Oscar și Globul de Aur. A jucat recent și în seria de televiziune Dirty Sexy Money. Este tatăl actorului Kiefer Sutherland. S-a născut în New Brunswick, fiul lui Dorothy Isobel și Frederick McLea Sutherland, care au lucrat amândoi în vânzări și au condus stațiile locale de electricitate, gaze și transport. Și-a petrecut cea mai mare parte a copilăriei la Hampton, lângă râul Kennebecasis. Prima sa slujbă a avut-o la vârsta de 14 ani, fiind corespondent local al radioului local CKBW din Bridgewater. Și-a făcut pregătirea profesională la Victoria College, după care la Universitatea din Toronto, unde a absolvit atât ingineria cât și actoria. Aici și-a cunoscut prima soție, Lois Hardwick. A făcut parte dintr-o trupă de comedianți, iar în acest moment a renunțat definitiv la inginerie și și-a continuat studiile de actorie la Universitatea de Artă Teatrală din Londra. La jumătatea anilor '60 a reușit să obțină primele sale roluri în filme de televiziune. A apărut de două ori în pelicula Sfântul, prima oară în 1965, în episodul "The Happy Suicide" și a doua oară în "Escape Route", la sfârșitul anilor 1966, regizat chiar de starul protagonist, Roger Moore. Marele actor și-a amintiti mai târziu un episod care a avut loc între el și Sutherland, în care acesta din urmă i-a cerut permisiunea ca acest episod să facă parte din portofoliul său. Astfel a venit primul succes, lungmetrajul The Dirty Dozen din anul 1967.

## Filmografie (selecție)
- MASH (1970)
- Johnny Got His Gun (1971)
- 1900 (1976)
- Invazia jefuitorilor de trupuri (1978)
- Oameni obișnuiți (1980)
- Păpușarii (1994)
- Vremea răzbunării (1996)
- Virus (1999)
- Mândrie și prejudecată (2005)
- Aurul nebunilor (2008)
- Acvila legiunii a IX-a (2011)
- Jocurile foamei (2012)